# Vedangi Kulkarni
Vedangi Kulkarni (nascida em 1998) é uma ciclista de resistência indiana. Em 2018, aos 20 anos, Kulkarni tornou-se a mulher mais jovem a dar a volta ao mundo de bicicleta.

## Biografia
Kulkarni é de Pune, Índia. Ela estuda gestão desportiva na Universidade de Bournemouth, Reino Unido.

## Tentativa de recorde
Os preparativos para a tentativa de recorde começaram em 2016. A jornada começou em Perth, Austrália, em junho de 2018 e terminou em Calcutá, Índia. Envolveu um total de 29.000 km em 159 dias, pedalando mais de 300 km por dia, abrangendo 14 países. Alguns obstáculos que ela enfrentou ao longo da jornada incluíram ser perseguida por um urso pardo no Canadá, acampar sozinha por várias noites na neve russa e ser assaltada com uma faca em Espanha. Kulkarni não teve ninguém a acompanhá-la durante 80% da viagem. Kulkarni encontrou temperaturas variando de -20 graus Celsius a 37 graus Celsius.